# إليزابيث روم
إليزابيث روم (بالألمانية: Elisabeth Röhm)‏ (ولدت 28 أبريل 1973) ممثلة تلفزيونية وسينمائية أميركية من أصل إلماني، تعرف بدور مساعد المدعي العام سيرينا سوثرلين في المسلسل التلفزيوني الأمريكي قانون ونظام (2001), وعن دور المحققة كيت لوكلي في المسلسل التلفزيوني آنجل (1999)

## نشأتها
ولدت إليزابيث في غرب إلمانيا وانتقلت وعائلتها إلى نيويورك قبل عيد ميلادها الأول.

## حياتها الشخصية
خطبت إليزابيث المخرج أوستن سميثارد في عام 2000، إلا أن العلامة لم تدم، فعادت لتخطب رون ووستر وأنجبت طفلتهما إستون في 11 أبريل عام 2008.

## روابط خارجية
- إليزابيث روم على موقع IMDb (الإنجليزية)
- إليزابيث روم على موقع ألو سيني (الفرنسية)
- إليزابيث روم على موقع أول موفي (الإنجليزية)
- إليزابيث روم على موقع بوكس أوفيس موجو (الإنجليزية)
- إليزابيث روم على موقع قاعدة بيانات الأفلام السويدية (السويدية)
- إليزابيث روم على موقع إن إن دي بي (الإنجليزية)
- إليزابيث روم على موقع قاعدة بيانات الفيلم (الإنجليزية)
- إليزابيث روم على موقع كينوبويسك (الروسية)